# علاج مناعي

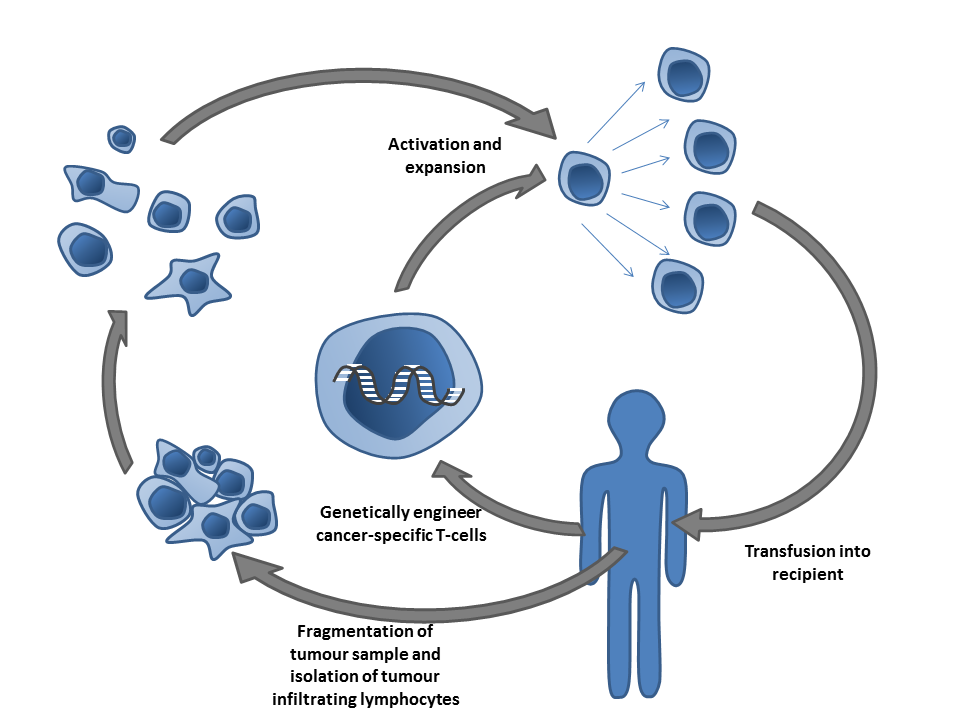
العلاج بالخلايا التائية التبني

العلاج المناعي هو علاج المرض عن طريق تنشيط أو تثبيط الجهاز المناعي، فالعلاج المناعي القائم على إثارة أو تضخيم رد فعل الجهاز المناعي يتم تصنيفه كعلاج مناعي تنشيطي، بينما العلاج المناعي القائم على تقليله أو إخماده يتم تصنيفه كعلاج مناعي تثبيطي. وقد زاد الاهتمام كثيرًا عند الباحثين في السنوات الأخيرة بالعلاج المناعي وخاصةً بإمكانية علاجه لأنواع مختلفة من السرطان.
عادةً ما يكون لأنظمة تعديل المناعة آثار جانبية أقل من الأدوية الموجودة حاليًا، بما في ذلك الاحتمالية الأقل لخلق مقاومة عند معالجة الأمراض الميكروبية.
يعد العلاج المناعي الخلوي مؤثرًا مع بعض أنواع السرطان، فالخلايا المؤثرة في المناعة مثل الليمفاويات والبلاعم والخلايا المتغصنة والخلايا الفاتكة الطبيعية وخلايا تي القاتلة وما إلى ذلك تعمل معًا للدفاع عن الجسم ضد السرطان عن طريق استهداف المولدات المضادة المتكونة على سطح خلايا الورم.
لقد تم ترخيص العلاجات مثل عامل تحفيز مستعمرات الخلايا المحببة وإنترفيرون وإميكويمود وأجزاء الغشاء البلازمي للخلية للاستخدام الطبي، وبعض العلاجات الأخرى مثل إنترلوكين2 و إنترلوكين7 و إنترلوكين12 والكيموكينات المختلفة وسي بي جي synthetic cytosine phosphate-guanosine (CpG) وجلوكان تستخدم في التجارب السريرية و غير السريرية.

## علاج مناعي تنشيطي

### السرطان
كان التركيز في علاج السرطان على قتل أو إزالة الخلايا السرطانية والأورام، باستخدام العلاج الكيميائي أو الجراحة أو الإشعاع. وفي عام 2018، مُنحت جائزة نوبل في الطب وعلم وظائف الأعضاء لجيمس أليسون وتاسوكو هونجو لاكتشافهما علاج السرطان عن طريق "تثبيط التنظيم المناعي السلبي".
يحاول العلاج المناعي للسرطان تحفيز الجهاز المناعي لتدمير الأورام. وهناك مجموعة متنوعة من الاستراتيجيات التي تخضع للبحث والاختبار.

## تأثيره
تعمل المعالجة المناعية على المسبب الرئيسي للمرض، حيث يتم إعطاء المادة المسببة للحساسية بجرعات متزايدة وبفواصل قصيرة خلال فترة العلاج البدئي ثم بفواصل ثابتة خلال فترة العلاج المحافظ(الداعم). في نهاية العلاج يتحمل الجسم التعرض لهذه المادة بتراكيز عالية دون حدوث عوارض حساسية.

## المعدلات المناعية
تعد المعدلات المناعية من العوامل الفعالة في العلاج المناعي، وهي عبارة عن مجموعة متنوعة من المستحضرات الطبيعية والاصطناعية والمعاد تركيبها.